# Uhlířská Lhota
Uhlířská Lhota (en allemand : Lhota Uhliřska ; de 1939 à 1945 : Köhlerlhota) est une commune du district de Kolín, dans la région de Bohême-du-Sud, en Tchéquie. Sa population s'élevait à 357 habitants en 2020.

## Géographie
Uhlířská Lhota se trouve à 5 km au nord-est de Týnec nad Labem, à 15 km à l'est-nord-est de Kolín et à 69 km à l'est de Prague.
La commune est limitée par Žiželice au nord, par Tetov et Hlavečník à l'est, par Labské Chrčice au sud, par Krakovany, Lipec et Radovesnice II à l'ouest.

## Histoire
La première mention écrite de la localité date de 1436.

## Administration
La commune se compose de deux quartiers :
- Rasochy
- Uhlířská Lhota